# La Fouillade
La Fouillade település Franciaországban, Aveyron megyében. Lakosainak száma 1113 fő (2022. január 1.). La Fouillade Bor-et-Bar, Lunac, Monteils, Najac, Saint-André-de-Najac és Sanvensa községekkel határos.

## Népesség
A település népessége az elmúlt években az alábbi módon változott:
| Lakosok száma | 1123 | 1153 | 1041 | 1110 | 1082 | 1069 | 1081 | 1108 | 1108 | 1113 |
|               | 1968 | 1982 | 1990 | 2006 | 2013 | 2015 | 2017 | 2019 | 2020 | 2022 |